# Lukas von Kronig

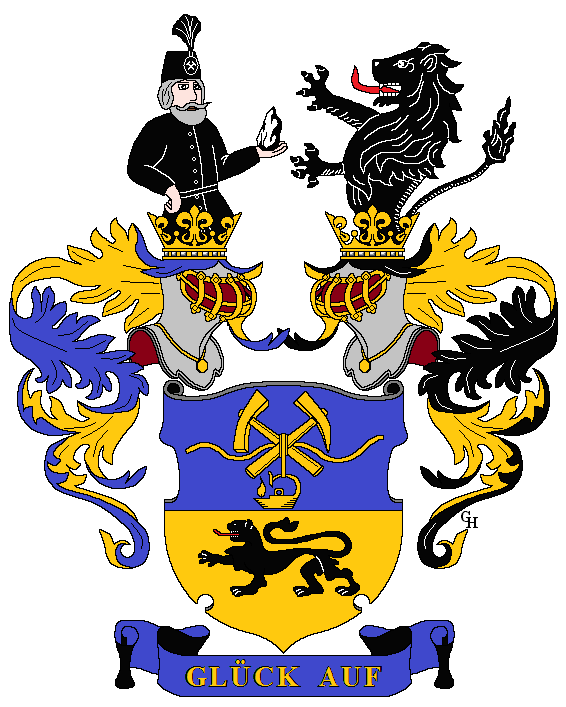
Wappen des Lukas von Kronig, 1883

Lukas Kronig, seit 1883 Ritter von Kronig (* 16. Oktober 1813 in Untergreuth bei Finkenstein am Faaker See, Kärnten; † 16. Juni 1888 in Klagenfurt) war ein österreichischer Beamter, Berghauptmann und Vorstand der für die südlichen Alpenländer errichteten gremialen Berghauptmannschaft in Klagenfurt.

## Herkunft
Lukas Kronig wurde als Spross einer wohlhabenden und alteingesessenen bäuerlichen Familie, welche bereits um 1521 urkundlich genannt wird, in der Pfarre Latschach am Faaker See getauft. Seit ca. 1650 saß die Familie auf der Kronig-Hube in Untergreuth Nr. 12. Die Eltern von Lukas Kronig waren Johann Kronig, Besitzer der Kronig-Hube und dessen Ehefrau Maria Gallob vulgo Truppe.

## Leben
Er absolvierte das Gymnasium in Klagenfurt und legte zwischen 1831 und 1836 seine philosophischen und juridischen Studien an der Karl-Franzens-Universität Graz mit Auszeichnung zurück. Danach absolvierte er ebenso erfolgreich die k. k. Berg- und Forstakademie in Schemnitz, Ungarn. Nach einem einjährigen Praktikum bei der Eisenerzer Bergwerksverwaltung wurde er 1840 in den Staatsdienst übernommen. 1841 beim Oberberggericht und Bergamt Leoben in der Steiermark, wurde er anschließend nach Mies in Böhmen versetzt, wo er sieben Jahre als Berggerichts-Assessor tätig war. 1848 wurde er nach erfolgreich abgelegter Bergrichteramtsprüfung nach Idria im Herzogtum Krain beordert. Nach einer kurzen Anstellung bei der Berghauptmannschaft in Steyr, Oberösterreich kam er zurück in sein Heimatland Kärnten und wurde zum provisorischen Berghauptmann in Klagenfurt ernannt. Bei der Reorganisation der Bergbehörden 1872 stieg er zum Vorstand der für die südlichen Alpenländer errichteten gremialen Berghauptmannschaft in Klagenfurt auf und wurde 1879 in den Ruhestand verabschiedet. 
Seine Verdienste lagen vor allem in der Förderung des Bergbaues und der Bewahrung der Mineralschätze im Allgemeinen. Eine Reform der bergmännischen Bruderlade im Sinne einer Besserstellung der Arbeiter durch eine kräftige Beitragsleistung der Bergwerksbesitzer zu erreichen sowie in der Bleizollfrage der Kärntner Bleiindustrie eine gesicherte Grundlage zu verschaffen, waren nur einige seiner erfolgreich durchgeführten Anliegen. Auch der Entwicklung der Bergschule in Klagenfurt stand er stets wohlwollend gegenüber. Bei seiner Beerdigung am Klagenfurter Friedhof St. Ruprecht begleitete eine große Anzahl an Trauergästen seinen Sarg auf dem letzten Weg.

## Familie
Aus seiner Ehe mit Ernestine Sernitz (1833–1902), einer Tochter des Hüttenberger Kaufmannes und Bürgermeisters Josef Sernitz und der Josefa Liegl, entstammte die einzige Tochter, Ernestine (1857–1918), welche sich am 15. Juni 1880 in Maria Wörth bei Klagenfurt mit dem Freiherrn Anton von Longo-Liebenstein (1853–1925), Doktor der Medizin und Gutsbesitzer in Neumarkt, Tirol vermählte.
Ein Bruder des Lukas Kronig war Josef Kronig (1818–1909), Ritter des kais. österr. Orden der Eisernen Krone 3. Kl., k. k. Regierungsrat und Bezirkshauptmann von Klagenfurt.

## Ehrungen
- Ritterkreuz kais. österr. Orden der Eisernen Krone 3. Kl. durch allerhöchste Entschließung vom 27. Oktober 1879.[7]
- Erblicher österr. Ritterstand durch Diplom Wien am 2. Juni 1883.[8]